# Equinix
Equinix, Inc. é uma empresa americana de capital aberto que atua nos segmentos de data centers de livre portabilidade e de troca de tráfego para permitir interconexões. Os data centers da Equinix hospedam cerca de 500 provedores de cloud e também operam o serviço Equinix Cloud Exchange, que funciona através de um software proprietário que permite que clientes se conectem a múltiplas nuvens simultaneamente.
A Equinix opera mais de 100 data centers (chamados pela empresa de "International Business Exchanges" – IBXs) em mais de 33 áreas metropolitanas de 15 países em 5 continentes.
A empresa é sediada em Redwood City, estado da Califórnia, Estados Unidos. A Equinix informou uma receita de 2,44 bilhões de dólares em 2014 e tem a maior fatia de mercado global no segmento dos data centers de hospedagem.

## História
A Equinix foi fundada em 1998 por Al Avery e Jay Adelson, dois então gerentes de utilidades da empresa Digital Equipment Corporation. Os fundadores não acreditavam que os data centers da época seriam suficientes para comportar o rápido crescimento da internet e viram no momento uma oportunidade para implantar data centers de forma mais ativa e vigorosa. Numa entrevista, Adelson lembra que a Internet antiga era “gerida por cowboys, não havia gestão profissional e a internet não tinha foco comercial. E para quem se importava com isso, sabíamos que uma empresa como a Equinix precisaria existir. Alguém precisaria ser o capitão de toda essa infraestrutura”.
Em 2012 a empresa aumentou suas operações ao anunciar parcerias para entrar nos mercados de Dubai, Emirados Árabes Unidos, e Jacarta, na Indonésia.
No início de 2015, a companhia abriu cinco novos data centers em quatro continentes, o que aumentou sua presença global de data centers para mais de 3.048.000 metros quadrados e ainda marcou uma grande expansão em sua capacidade de interconectividade.
No mesmo ano, a empresa se integrou a um fundo de capital imobiliário (real estate investment trust REIT) em uma prática para a obtenção de vantagens tributárias e agregação valor aos acionistas através da oferta de um dividendo frequente. Além disso, a Equinix comprou a empresa de serviços profissionais Nimbo em 2015, como parte de um esforço maior para desenvolver seus serviços de assistência a clientes em planejamento e execução de migração de data centers e também no aperfeiçoamento de redes e estratégias de nuvem híbridas.
No fim de maio de 2015, a companhia fez a proposta para adquirir a empresa britânica TelecityGroup em um negócio no valor de 2,35 bilhões de libras esterlinas.
Em 2021, a Equinix expandiu a plataforma para o mercando indiano ao concluir a compra de dois data centers na Índia. 

### ALOG Data Centers do Brasil
Em 2014, a Equinix concluiu o processo de aquisição total da empresa brasileira ALOG Data Centers do Brasil em uma transação comercial de U$ 225 milhões. Desde 2011, a Equinix já detinha 53% da ALOG que se posicionava como provedor de data center carrier-neutral líder no Brasil. Com a aquisição total da organização a Equinix iniciou sua presença na América Latina.
Em 2015, a companhia brasileira ALOG passa a utilizar o nome e a marca Equinix, concluindo o processo de fusão das marcas a partir da compra total pela Equinix.

## Data centers

### International Business Exchanges
O presidente executivo Peter Van Camp chama os data centers da empresa de Equinix International Business Exchanges (IBXs). Para ele, os IBXs são “aeroportos internacionais em que passageiros de muitas companhias áreas diferentes fazem conexões para chegar a seus destinos finais”. O CEO da Equinix disse que a estrutura física de interconectividade disponibilizada por sua empresa permite que seus clientes aproximem a tecnologia da informação a seus funcionários, clientes e mercados sem a necessidade de criar e gerir a conectividade necessária por conta própria. “Gastamos muito capital para construir essa estrutura e as empresas se aproveitam disso.” Os IPs das IBXs da Equinix trafegam por mais de 90% da rotas disponíveis na internet. O tráfego de dados (IX) da Equinix passa por mais de 1.000 redes de telecomunicações globais.
A adoção do cloud computing trouxe crescentes preocupações sobre segurança da informação. A Equinix vem trabalhando para solucionar essas preocupações através da criação do Cloud Exchange, que permite que organizações se conectem diretamente a provedores de computação em nuvem dentro de data centers ao invés de fazer esse tipo de conexão na internet pública. A Equinix descreve esse serviço como uma forma de fazer a nuvem “elástica”, citando sua habilidade de interconexão como um fator multiplicador de provedores de nuvens sob demanda de forma simultânea, o que permite que a empresa aumente a eficiência e reduza a complexidade de processos.

### Ampliação de Data Centers no Brasil
Em 2013, a Equinix, ainda sob o nome ALOG Data Centers do Brasil, inaugurou o segundo data center no Rio de Janeiro e o quarto no país. O investimento inicial foi de R$ 40 milhões e foi o único datacenter na cidade a possuir certificação Tier III. O datacenter possuía área projetada de 15 mil m² para data center container e instalação de antenas.
Em 2014, o data center de Tamboré (SP) foi o primeiro do Brasil a instalar uma solução de resfriamento (free cooling parcial) para redução entre 30% a 60% nos custos de energia da infraestrutura.
Em 2015, a Equinix dobrou a capacidade do IBX® - Data Center no Rio de Janeiro inaugurado em 2013 - através de um investimento de R$40 milhões na 2ª fase da construção desse data center.

### Localização dos Data Centers no Brasil
| PAÍS           | DATACENTER |
| -------------- | ---------- |
| Estados Unidos | 48 IBXs    |
| Brasil         | 6 IBXs     |
| Canadá         | 2 IBXs     |

| PAÍS      | DATACENTER |
| --------- | ---------- |
| Austrália | 4 IBXs     |
| China     | 9 IBXs     |
| Indonésia | 1 IBXs     |
| Japão     | 5 IBXs     |
| Cingapura | 3 IBXs     |

| PAÍS            | DATACENTER |
| --------------- | ---------- |
| Emirados Árabes | 1 IBXs     |
| França          | 4 IBXs     |
| Alemanha        | 8 IBXs     |
| Itália          | 1 IBXs     |
| Holanda         | 5 IBXs     |
| Suiça           | 6 IBXs     |
| Inglaterra      | 6 IBXs     |

## Clientes
Até agosto de 2015, a Equinix possui cerca de 6.250 clientes globais. Mais de 1.100 operadoras e ISPs diferentes participam nos centros de IBX da Equinix, incluindo:
- Adobe
- Agile Communications
- Akamai Technologies
- Amazon.com
- AOL
- AT&T / SBC
- Work the Beat Films
- Centauri Communications
- ChinaNetCenter
- Comcast
- Cox Communications
- Electronic Arts
- Etheric Networks
- EWE TEL
- GAP
- General Electric
- Global Crossing
- Giganews
- Google
- Live365
- Vonage
- Internet Initiative Japan
- IBM
- Internode Systems
- IPTP Networks
- Level 3 Communications
- Logicworks
- Microsoft
- MSN
- NTT Communications
- OrionVM
- Qwest Communications
- SAVVIS
- Sony
- Sprint
- Sun Microsystems
- UnitedLayer
- United Online
- UUNET
- Verizon
- Voxel dot Net
- WalkerTek
- Windstream Communications
- Workday, Inc.
- Yahoo
- Zadara Storage

## Ligações Externas
- «Sítio oficial»